# Kara Kohler
Pour les articles homonymes, voir Kohler.
Kara Kohler est une rameuse américaine née le 20 janvier 1991 à Walnut Creek.

## Biographie
Aux Jeux olympiques d'été de 2012 à Londres, elle a obtenu la médaille de bronze en quatre de couple avec Natalie Dell, Adrienne Martelli et Megan Kalmoe.

## Palmarès

### Jeux olympiques
- 2012 à Londres,  Royaume-Uni
  -  Médaille de bronze en quatre de couple

### Championnats du monde
- 2019 à Ottensheim (Autriche)
  -  Médaille de bronze en skiff
- 2011 à Bled,  Slovénie
  -  Médaille d'or en quatre sans barreur